# Cyklizyna
Cyklizyna (łac. cyclizinum) – organiczny związek chemiczny, antyhistaminowy lek stosowany do zwalczania mdłości i zapobiegania wymiotom w chorobie lokomocyjnej. Cyklizyna jest pochodną piperazyny. Mechanizm jej działania polega na blokowaniu receptorów histaminowych H1.